# Cédric Jimenez

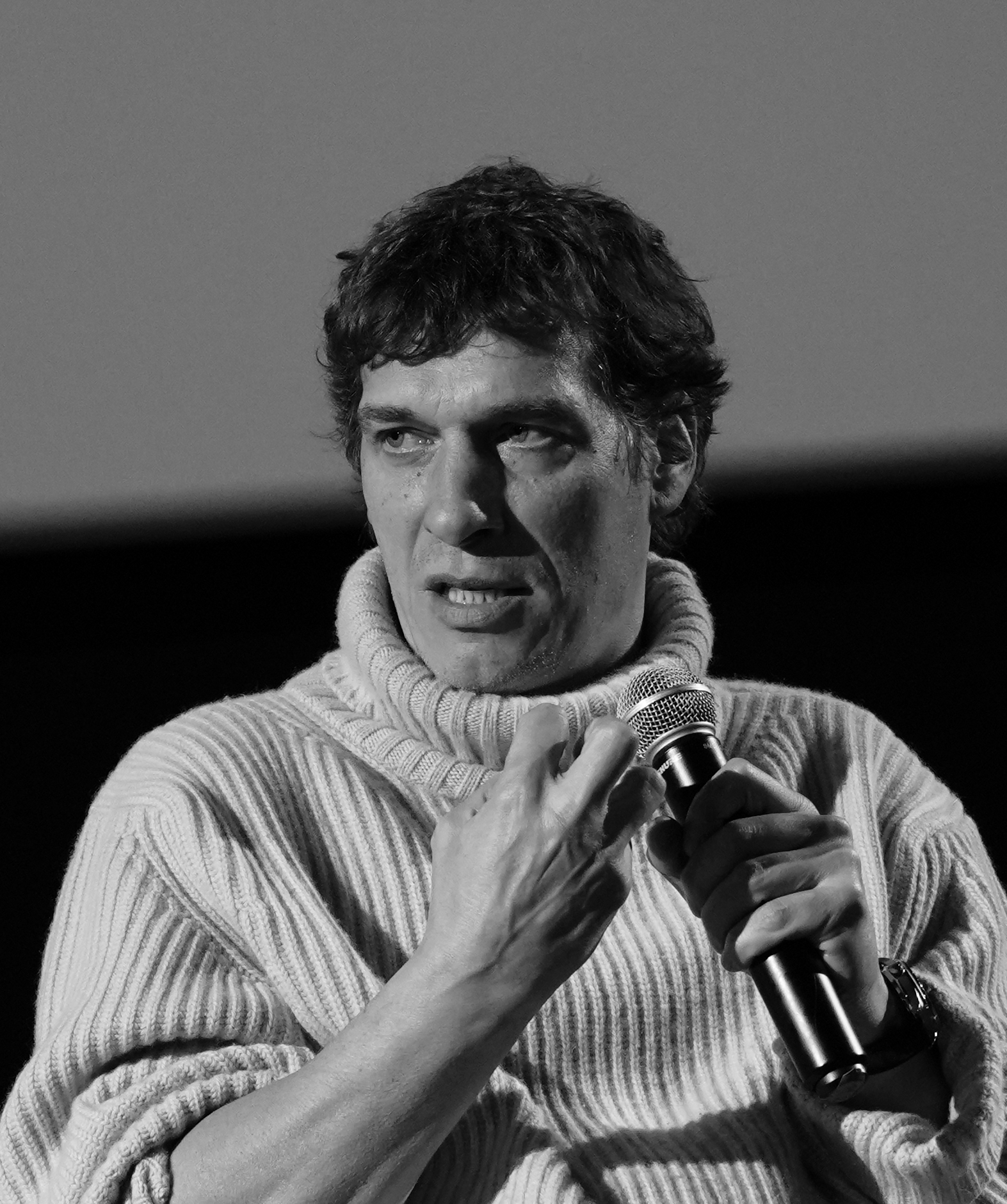
"Reims Polar 2023".

Cédric Jimenez (* 26. Juni 1976 in Marseille) ist ein französischer Filmregisseur, Drehbuchautor und Filmproduzent.

## Leben
Cédric Jimenez begann seine Karriere 2003 mit dem Dokumentarfilm Who’s the Boss: Boss of Scandalz Strategyz über den Rapper Joeystarr. Danach entstanden erste Drehbücher für Filme wie Scorpion – Der Kämpfer oder Aux yeux de tous.
Im Jahr 2014 inszenierte Jimenez mit Der Unbestechliche – Mörderisches Marseille einen Kriminalfilm über die Drogenszene von Marseille mit Oscar-Preisträger Jean Dujardin in der Hauptrolle. Der Film feierte seine Premiere im September 2014 auf dem Toronto International Film Festival. Sein nächstes Projekt war 2017 Die Macht des Bösen, eine Adaption von Laurent Binets preisgekröntem Roman HHhH über die Operation Anthropoid. Die Hauptrollen übernahmen Jason Clarke, Rosamund Pike, Mia Wasikowska, Jack O’Connell und Jack Reynor. Im Jahr 2020 entstand der auf wahren Begebenheiten beruhende Polizeithriller Bac Nord – Bollwerk gegen das Verbrechen.
Aus seiner Ehe mit der Drehbuchautorin und Journalistin Audrey Diwan gingen zwei Kinder hervor.

## Filmografie (Auswahl)
Regisseur
- 2003: Who’s the Boss: Boss of Scandalz Strategyz (Dokumentarfilm)
- 2012: Aux yeux de tous
- 2014: Der Unbestechliche – Mörderisches Marseille (La French)
- 2017: Die Macht des Bösen (The Man with the Iron Heart)
- 2020: Bac Nord – Bollwerk gegen das Verbrechen (BAC Nord)
- 2022: November (Novembre)

Drehbuchautor
- 2007: Scorpion – Der Kämpfer (Scorpion)
- 2012: Aux yeux de tous
- 2014: Der Unbestechliche – Mörderisches Marseille (La French)
- 2017: Die Macht des Bösen (The Man with the Iron Heart)
- 2020: Bac Nord – Bollwerk gegen das Verbrechen (BAC Nord)